# 上海前滩国际商务区
上海前滩国际商务区，是在中華人民共和國上海市兴建中的世界级商务中心，位于浦东新区原世博会场馆区“后滩”地区南侧，是陆家嘴金融贸易区的姊妹城。

## 地理位置
“前滩国际商务区”（下称前滩）位于上海市黄浦江中部地区东岸ES4地块，原曾规划建设“环球影城”，后因故停止。因该地块位于上海世博会后滩的上游，开发主体陆家嘴集团的总经理杨小明将其命名为“前滩”，得到市领导的认可，并为世人所熟知。前滩地区的范围主要包括黄浦江以东、川杨河以南、济阳路以西、华夏西路以北的区域，北接世博后滩拓展区和耀华地块、西临黄浦江和徐汇滨江地区，其中，沿黄浦江岸线长约2.3公里，沿川杨河岸线长0.8公里，总面积2.83平方公里。全部地块均位于上海自贸区陆家嘴金融片区之內。

## 功能规划
当前，前滩地块规划居住人口2.5万，工作人口为15万-20万，其中外籍人口预计占比60%以上。占地约283.17公顷，其中，供办公、商业、文化娱乐所用的建筑将占总比重之50%，学校、医院等公共服务设施占10%，其余40%则用于建造国际社区及高端白领居住区。

### 主体设施

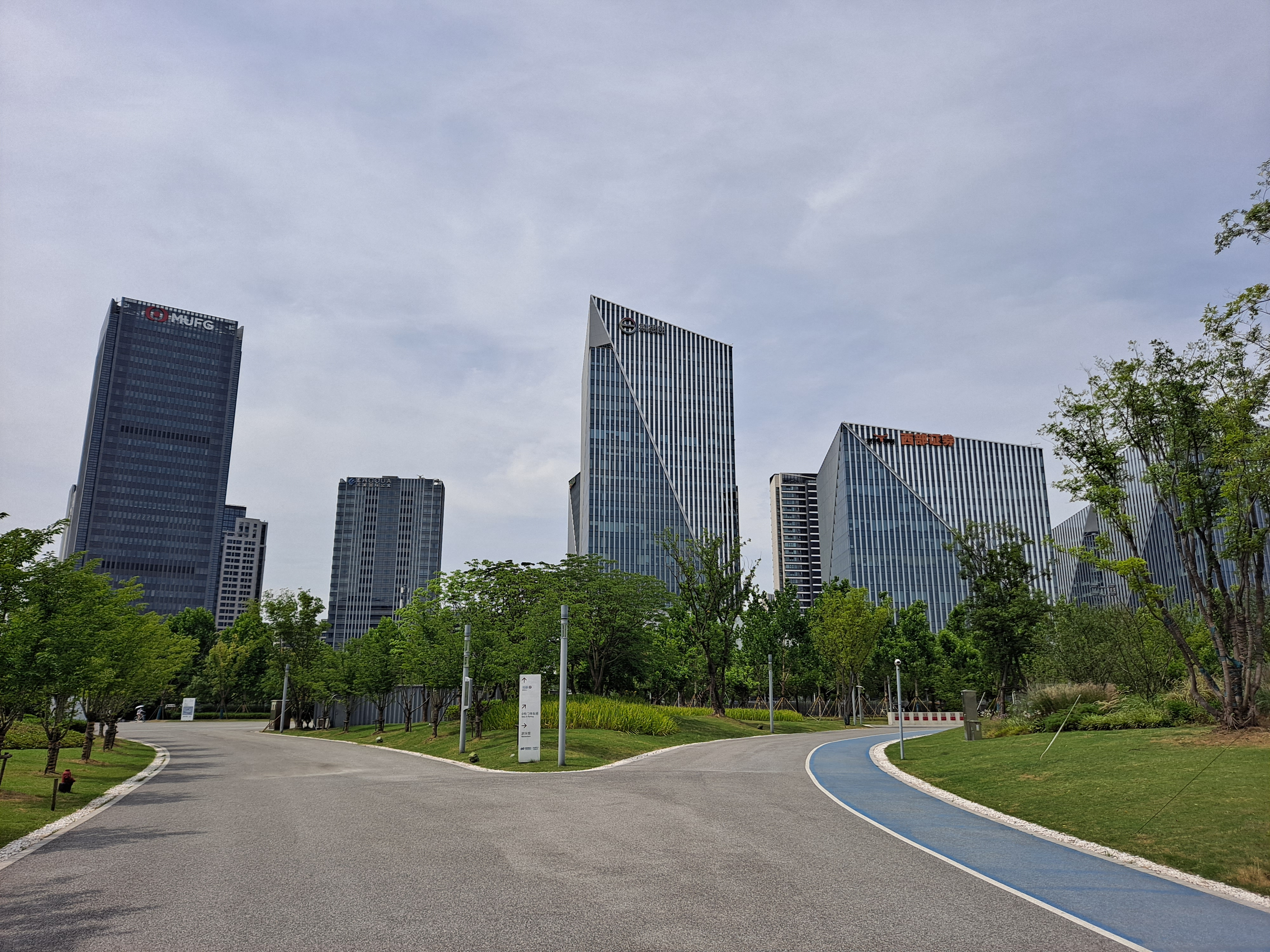
上海前滩商务区写字楼

区别于已基本建成的陆家嘴金融贸易区，前滩商务区主要为上海建成国际金融中心提供诸如会计、咨询、法律等等各项现代服务，也是跨国企业地区总部集聚地。整个规划的固定资产投资约1000亿元人民币，总建筑面积超过350万平方米。其中，有两栋高度为133.5米的办公塔楼被称为前滩的“双塔”；自西向东由一个主景观轴构建，依次排布有：下沉式庭院、林荫道、两层楼的商业架空走廊和休息平台等，接着是一个两层同高的高层塔楼门厅，最东侧为水面景观。
普华永道中国于2021年将其办公室由陆家嘴搬迁至前滩。

### 配套设施

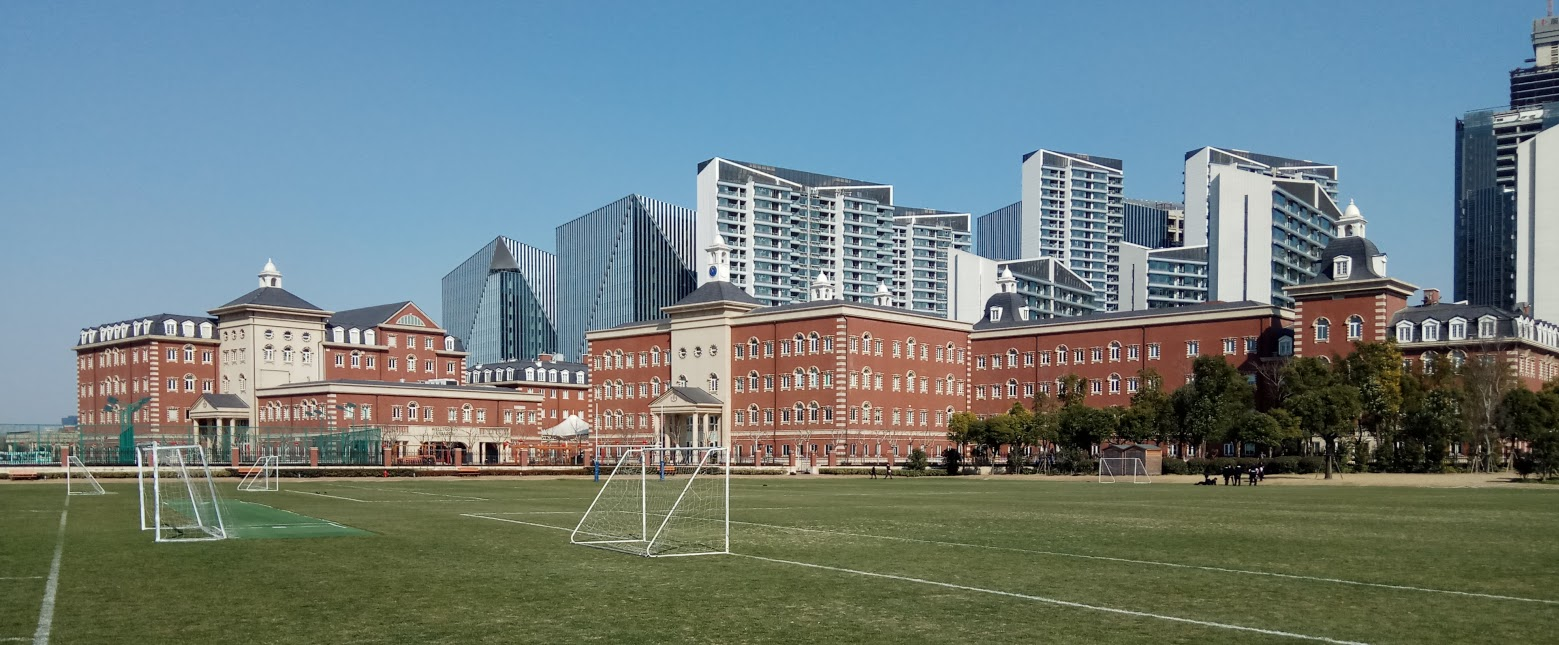
上海惠灵顿国际学校

为配合主体商务功能，前滩商务区规划配备有道路和管线基建，其中：市政道路及管线工程20条、长约12.4公里；黄浦江河道整治：将完成1.75公里、总面积7.35万平方米河道改移，以形成“亲水景观”，以上两项工程均将在2013年完成。另外设有：国际学校、滨江公园、体育场馆、桥梁、防汛墙、亲水平台等等生活用的商务配套设施
。
上海纽约大学前滩校区工程于2019年开工，2023年1月建成后整体搬迁至前滩新校区。

### 区域交通

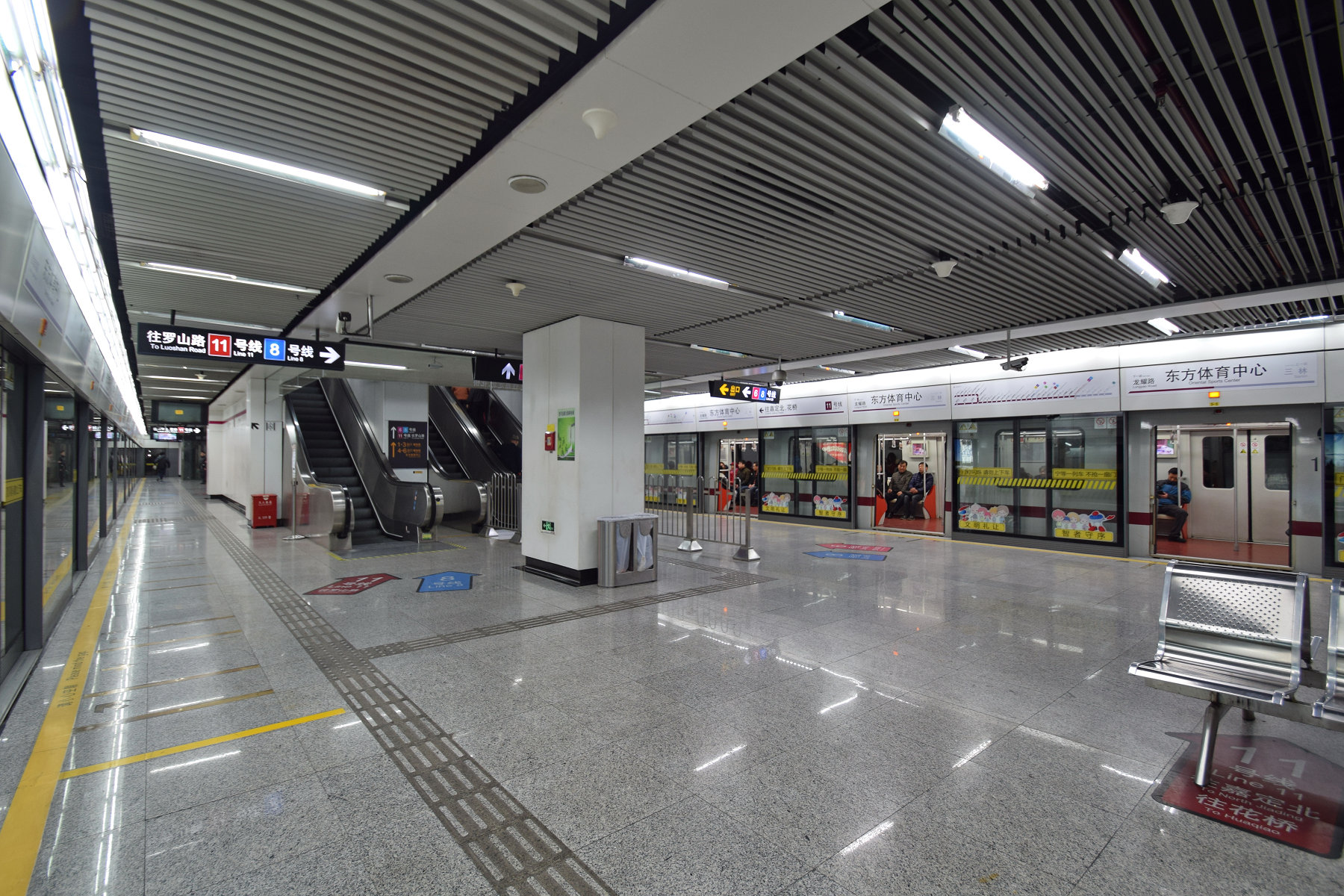
上海地铁东方体育中心站

区域内交通较为便捷，有轨交6号线、8号线和11号线3線換乘站东方体育中心站，还有轨交7号线从该区域北边约2公里远附近通过；另有世博大道—耀龙路的延伸线、南北高架南延伸段济阳路、中环线—上中路隧道等多条主干道或延伸线及多条市内公共交通线经过。

## 影响及效益
据估算，前滩商务区建成运营后，每年将产生超千亿元的产值，并与陆家嘴金融贸易区形成互补，成为上海城市的副中心，未来将成为一个24小时的国际城市区域，与纽约、伦敦等无缝接轨，从而进一步拉动浦东及上海整体经济的发展和城市功能升级。同时，由于文化、体育和休闲等配套设施建成后，有助于改善区域文化环境，提升居民生活水平。但也有评论指出，前滩地区的发展可能会成为新一轮的“地产盛宴”，因为商务区的建设会推高区域内及周边地区的商品房价格。